# Riccò del Golfo di Spezia
Riccò del Golfo di Spezia (im Ligurischen: Riccò) ist eine italienische Gemeinde mit 3596 Einwohnern (Stand 31. Dezember 2023) in der Region Ligurien. Sie liegt in der Provinz La Spezia.

## Lage
Riccò del Golfo di Spezia gehört zu der Comunità Montana della Media e Bassa Val di Vara und bildet mit seinem Territorium einen Abschnitt des Naturparks Montemarcello-Magra.

## Fraktionen

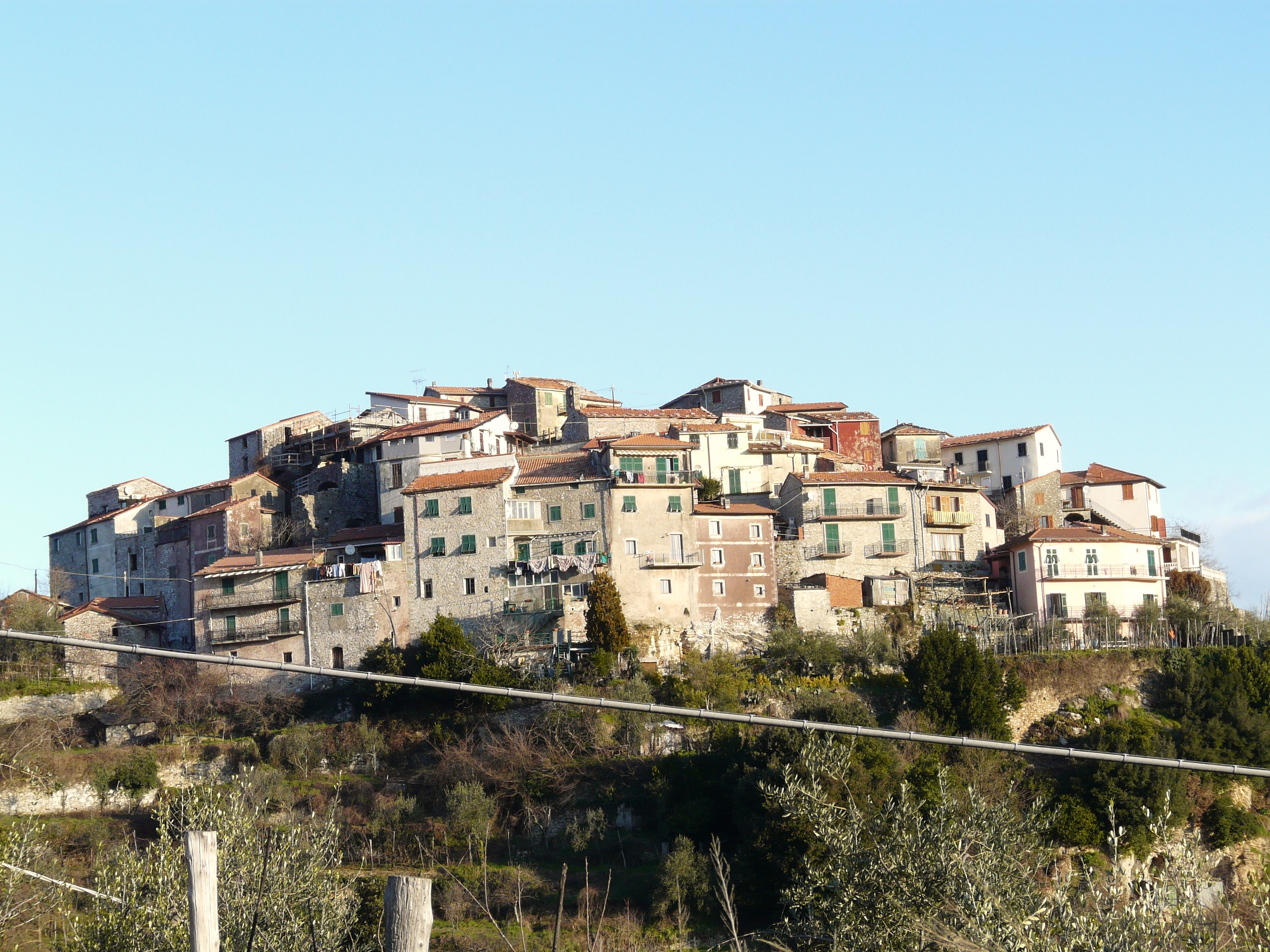
Ponzò

Die dreizehn Fraktionen der Gemeinde sind: Bovecchio, Camedone, Caresana, Carpena, Casella, Debbio, Porcale, Graveglia, Pian di Barca, Ponzò, Quaratica, San Benedetto und Valdipino.